# بخش اسپرینگ فیلد (شهرستان لوکاس، اوهایو)
بخش اسپرینگ فیلد (به انگلیسی: Springfield Township) یک منطقهٔ مسکونی در ایالات متحده آمریکا است که در شهرستان لوکاس، اوهایو واقع شده‌است.
 بخش اسپرینگ فیلد ۵۵٫۹ کیلومتر مربع مساحت و ۲۶٬۱۹۳ نفر جمعیت دارد و ۱۹۳ متر بالاتر از سطح دریا واقع شده‌است.